# Herbert Friedman
Herbert Friedman, ameriški fizik, * 21. junij 1916, Brooklyn, New York, ZDA, † 9. september 2000, Arlington, Virginija, ZDA.
Friedman je bil pionir na področju uporabe meteoroloških raziskovalnih raket, solarne fizike, aeronomije in astronomije. Bil je tudi državnik in javni zagovornik znanosti.

## Življenje in delo
Bil je drugi sin trgovca z umetninami, Samuela Friedmana, ortodoksnega Juda, in njegove žene Rebecce. Njegov oče se je v New York preselil iz Evansvillea, Indiana in je na Manhattnu vodil uspešno trgovino. Njegova mati se je rodila v Vzhodni Evropi.
Friedman je diplomiral iz fizike leta 1936 na brooklynskem kolidžu. Nanj je vplival prvi učitelj fizike Bernhard Kurrelmeyer, ki mu je pomagal dobiti štipendijo za na univerzo. Nato je odšel na Univerzo Johnsa Hopkinsa, kjer je doktoriral leta 1940. Od takrat naprej je delal v državnih inštitutih.
Takoj po 2. svetovni vojni, ko so ameriškim raziskovalcem ponudili zaplenjene nemške rakete V-2, se je začel ukvarjati z raziskavami rentgenskih žarkov iz Vesolja. To je bilo še nedotaknjeno področje, ker rentgenski žarki, ki nastanejo na nebesnih telesih, ne morejo prodreti skozi Zemljino ozračje. Leta 1949 je dokazal, da Sonce oddaja rentgenske žarke, in do leta 1956 se mu je posrečilo dokazati, da so Sončevi blišči eden od virov teh žarkov. V letu 1958, ko so opazovali Sonce med mrkom, je pokazal, da nastajajo rentgenski žarki v koroni, kar pa ni presenetljivo zaradi visoke temperature v njej. Do leta 1960 je dobil sliko Sonca v rentgenski svetlobi, ki jo samo oddaja.
Rossijevi poskusi z raketami leta 1963 so pokazali da so v Vesolju še drugi rentgenski viri razen Sonca. Friedman je takoj začel na nebu iskati izvore, ki sevajo rentgensko svetlobo, rentgenske zvezde. Mnoge so bile odkrite in zanje je zraslo zanimanje, ko so postale kandidati za nevtronske zvezde. To so zvezde, ki so sestavljene iz nevtronov, in so tako strašansko goste, da je premer nevtronske zvezde z maso Sonca le kakih 10 km. Zwicky je napovedal možnost obstoja takih zvezd. Napoved pripisujejo tudi Oppenheimerju in Volkoffu.
1. ↑  SNAC — 2010.
2. 1 2  http://aas.org/obituaries/herbert-friedman-1916-2000
3. ↑  http://www.amphilsoc.org/mole/view?docId=ead/Mss.Ms.Coll.113-ead.xml
4. ↑  http://www.nasonline.org/publications/biographical-memoirs/memoir-pdfs/friedman-herbert.pdf
5. ↑  http://adsabs.harvard.edu/abs/2001APS..APR.V4005G
6. ↑  http://onlinelibrary.wiley.com/doi/10.1029/EO081i049p00596/pdf
7. ↑  http://onlinelibrary.wiley.com/doi/10.1029/00EO00319/pdf
8. ↑  http://onlinelibrary.wiley.com/doi/10.1111/j.1749-6632.1961.tb50022.x/abstract
9. ↑  ResearchGate — 2008.
10. ↑  LIBRIS — Kraljevska knjižnica Švedske, 2008.